# Consul (cigarrillos)
Consul fue una marca de cigarrillos, creada exclusivamente para el mercado venezolano, fabricada por la tabacalera Bigott, la cual a su vez es una filial de la British American Tobacco. Estuvo en el mercado venezolano desde el año 1983.
Fue la segunda marca de cigarrillos en Venezuela, detrás de Belmont. Ambos cigarrillos fabricados por Bigott.
Fueron vendidos únicamente en Venezuela. En 2015, British American Tobacco a través de Bigott, introdujo en Venezuela su marca Pall Mall cambiando el nombre de esta marca venezolana.